# Milostná píseň krále Václava
Milostná píseň krále Václava (MPKV) je rukopis psaný jazykem a písmem 13. století, který údajně našel skriptor Univerzitní knihovny Jan Václav Zimmermann roku 1819 a publikoval Václav Hanka roku 1823. Stal se jedním z vedlejších (méně významných i méně rozsáhlých) předmětů sporů o Rukopisy. Na rubu pergamenu je lyrická báseň Jelen, jejíž text je součástí dalšího sporného, rozsáhlejšího Rukopisu královédvorského.

## Objevení a publikace

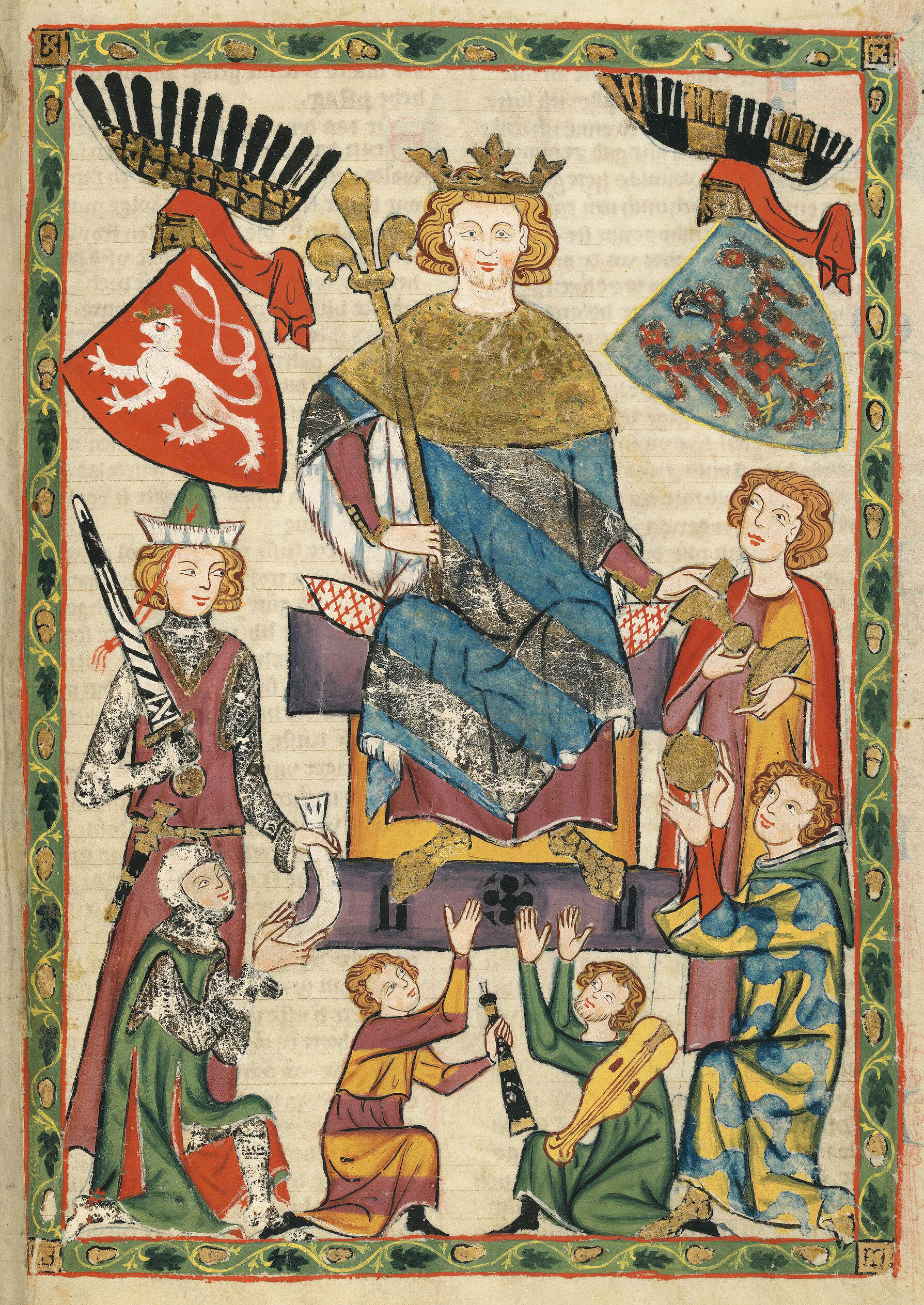
Král Václav z Čech, Codex Manesse

Jan Zimmermann, který byl v té době skriptorem v Univerzitní knihovně a zpracovával katalogy starých rukopisů, údajně ve staré vazbě jakési knihy objevil z obou stran popsaný ústřižek pergamenu. V dubnu 1819 ho poslal Františkovi Kolovrat-Libštejnskému, nejvyššímu purkrabímu a zároveň představiteli nedávno založeného Vlastenského muzea s tím, že našel zlomek nejstarší české básně z 12. století. Zimmermann měl také prohlásit, že ústřižků bylo víc, ale že je musel navlhčit, aby se daly z vazby knihy vyjmout. Pak je chtěl usušit na okně, ale závan větru je až na jeden odnesl.
Nalezený list pergamenu velikosti asi 14 x 8 centimetrů je uložen v Knihovně Národního muzea pod signaturou 1 A b 5 a je bohužel dost poškozen chemickými zkouškami. Je popsaný z obou stran a text psaný ve sloupcích je na všech okrajích oříznutý, takže úplný je na každé straně pouze jeden sloupec.
Purkrabí Kolovrat - Libštejnský nález předal k prozkoumání Josefu Dobrovskému. Ten text na jedné straně pergamenu identifikoval jako českou verzi již tehdy známé německy psané milostné písně z tzv. Codexu Manesse, přisuzované „králi Václavovi z Čech“ - proto posunul dataci rukopisu do 13. století. Významné ovšem bylo i zjištění, že text na druhé straně pergamenu, psaný shodným písmem i rukopisem, je až na malé odchylky shodný s básní Jelen, obsaženou i v nedlouho předtím nalezeném Rukopisu královedvorském.
Už pod názvem Milostná píseň krále Václava byl text o čtyřiceti dvou verších poprvé publikován Václavem Hankou v takzvaném "opožděném dílu" Starobylých skládání v roce 1823.

## Hodnocení pravosti
Zpochybněním pravosti MPKV začal vlastně i spor o pravost Rukopisu královédvorského. První pochybnosti vznesl německý filolog Moritz Haupt v roce 1847 a týkaly se především nesrovnalostí mezi českým a německým textem. V roce 1856 přišel s podobnými námitkami literární historik Julius Fejfalík a na základě jeho žádosti byla ustanovena musejní komise, aby MPKV prozkoumala. Složení komise bylo z dnešního hlediska pozoruhodné: K. J. Erben, P. J. Šafařík, V. V. Tomek a J. E. Vocel. Jako chemik byl přizván Friedrich Rochleder.
Chemické zkoumání v roce 1857 bylo značně nešetrné, ale odhalilo na okrajích pergamenu i mezi řádky MPKV zbytky původního latinského textu, které byly paleograficky zařazeny do 15. století. Komise proto konstatovala, že „výrobek mnohem pozdější doby a s úmyslem podvodu předsevzaté napodobení staršího písma jest“.
Protože bylo zjištěno, že pergamen je palimpsest, a že tedy nejen MPKV, ale i báseň Jelen na druhé straně byly napsány později původní text, byl pergamen s MPKV označen jako „krycí falzum“, jehož účelem mělo být prokázat a krýt starobylost Rukopisu královédvorského. Pozdější zkoušky prováděné v roce 1886 další muzejní komisí s profesory Vojtěchem Šafaříkem a Antonínem Bělohoubkem i zkoumání v Kriminalistickém ústavu takzvaným Ivanovovým týmem v letech 1968 – 1971 v podstatě už jen potvrdily závěry z roku 1857.

## Text a autorství nalezeného rukopisu MPKV

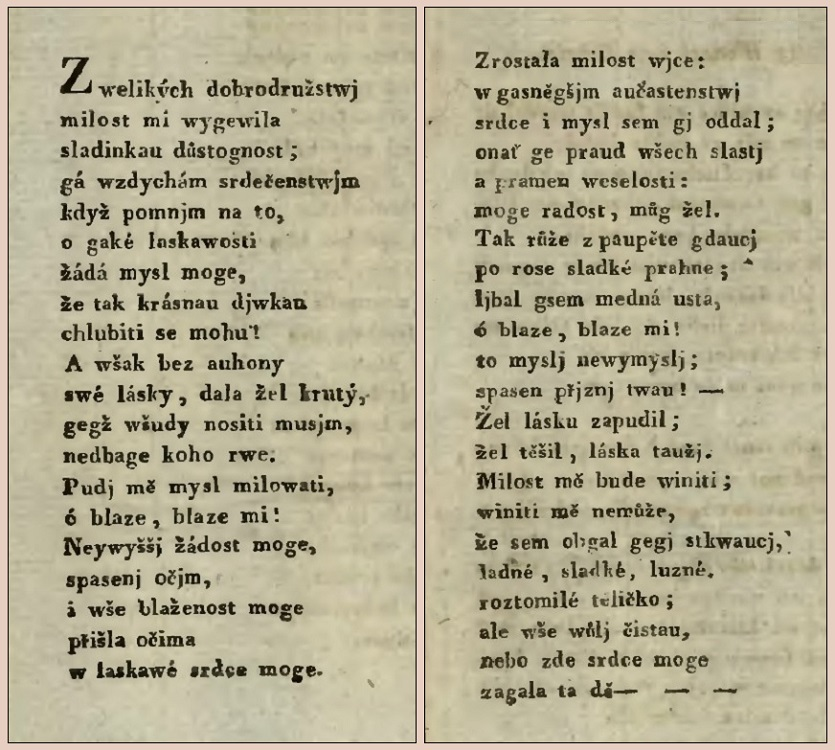
Hankův přepis textu (1823)

Český text Milostné písně krále Václava byl v době nálezu rukopisu známý v německé verzi obsažené v Codexu Manesse, největší sbírce německých básní a písní z počátku 14. století vzniklé v písařské dílně v Curychu. Jako autor písně, v níž milenec opěvuje svou milou a její půvaby, je uveden český král Václav (König Wenzel von Behein). Hanka ji původně připsal Václavovi I., dnes je za možného autora považován spíše Václav II. Předmětem sporů týkajících se rukopisu nalezeného v roce 1819 Zimmermannem bylo původně především to, která z verzí je starší a která je pouhým překladem textu, jehož literární hodnota nebyla ale kromě starobylosti příliš ceněna. Vznik Codexu Manesse na počátku 14. století přitom nebyl nikdy zpochybňován.
Otázku, jestli sám král Václav nezpíval česky, a jestli některé jeho písně byly přeloženy do němčiny, položil překvapivě Václav Hanka už v září 1818, tedy nedlouho před Zimmermannovým objevem, v předmluvě k chystanému prvnímu vydání Rukopisu královédvorského. Už v roce 1827 ale Josef Dobrovský vyjádřil názor, že původní byla verze německá. Kolem roku 1850 se pak objevila tvrzení, že český text je špatným překladem opakujícím chyby německých vydání z let 1794 a 1803, a je tedy novodobý. To nakonec vedlo k paleografickému a chemickému zkoumání muzejní komisí, která podala v únoru 1857 zprávu, že obě strany údajně staročeského zlomku jsou pokusem o napodobení rukopisu staršího než Rukopis královédvorský.
Objevila se sice i domněnka, že autorem tohoto falza by mohl být nálezce, tedy Jan Zimmermann, zpravidla je ale autorství připisováno Václavu Hankovi nebo někomu z jeho okruhu.

### Novodobé vydání
- Staročeské zpěvy hrdinské a milostné: Rukopisy královédvorský a zelenohorský. Vydání 1. Bílovice: Černý Drak, 2018. 143 stran. ISBN 978-80-907324-1-4. (Obsahuje oba Rukopisy ve novodobé transkripci společně s Písní vyšehradskou a Milostnou písní krále Václava.)